# Robert Russell Race

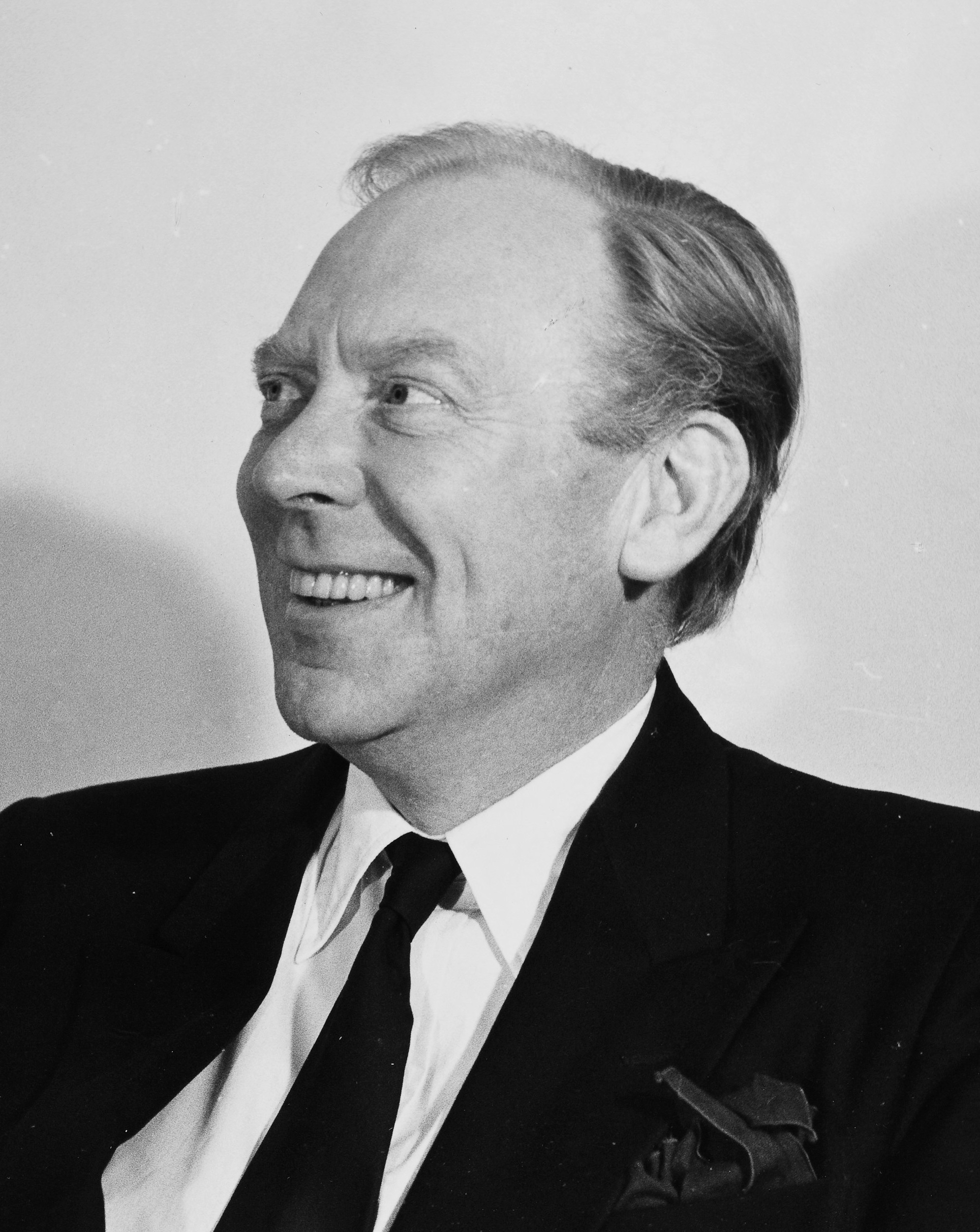
Robert Russell Race, 1960

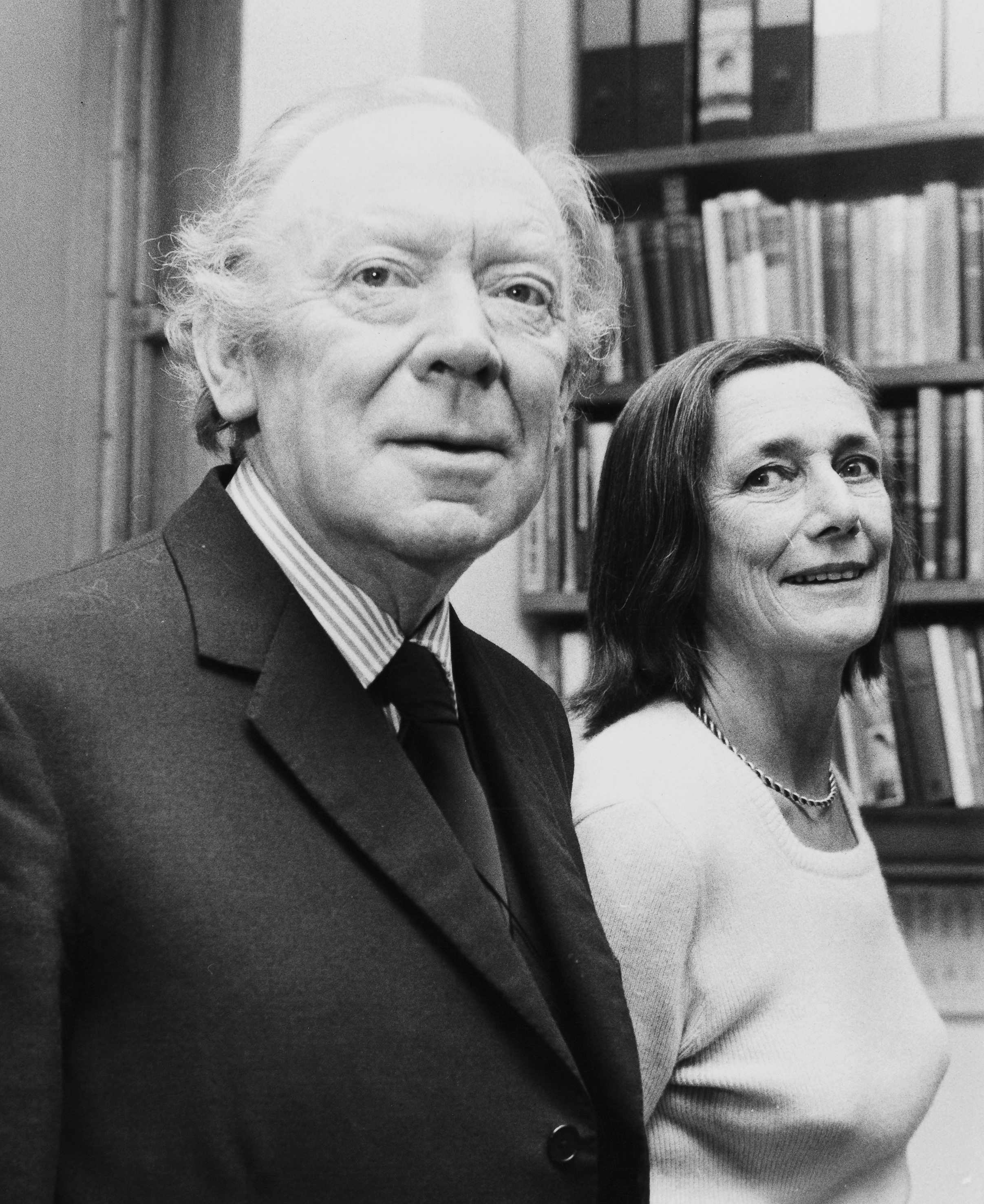
Robert Russell Race und Ruth Sanger, 1973

Robert Russell Race CBE (* 28. November 1907 in Hull; † 15. April 1984) war ein britischer Serologe und Blutgruppenspezialist.

## Leben und Wirken
Race besuchte die St. Paul’s School in London und studierte am St. Bartholomew’s Hospital der Universität London Medizin mit dem Abschluss 1933. Danach war er dort im Labor für Pathologie und außerdem ab 1937 am Galton Laboratory des University College London bei Ronald Fisher, wo er für diesen eine Blutgruppeneinheit aufbaute. Im Zweiten Weltkrieg wirkte diese in der Abteilung Pathologie der University of Cambridge an der Herstellung und Typisierung von Blutseren für Transfusionszwecke. Gleich nach der Entdeckung der Rhesusfaktoren in den USA 1941 arbeitete Race an deren weiterer Aufklärung. 1946 wurde er Leiter der Blutgruppeneinheit am Lister Institute in London, die zum Medical Research Council gehörte.
Race war mit Ruth Sanger Autor eines Standardwerks über menschliche Blutgruppen, das zuerst 1950 erschien. Mit Sanger entdeckte er in seinem Institut unter anderem Ende 1961 das Xg-Blutgruppensystem. 1973 ging er als Direktor der Blutgruppeneinheit in den Ruhestand (Nachfolger wurde seine Frau Ruth Sanger), blieb aber wissenschaftlich aktiv.
Seit war er 1952 Fellow der Royal Society, im Jahr 1973 wurde er zum Mitglied der Leopoldina gewählt. Er war zweimal verheiratet, in erster Ehe seit 1938 mit Monica Rotten (sie starb 1955), mit der er drei Töchter hatte, in zweiter Ehe ab 1956 mit Ruth Sanger.
1957 erhielt er mit Sanger den Karl Landsteiner Memorial Award, 1970 erhielten beide den Philip Levine Award und 1972 erhielten beide den Gairdner Foundation International Award. 1970 wurde er CBE.

## Schriften
- mit Ruth Sanger Blood Groups in Man, 6. Auflage, Oxford: Blackwell 1975
  - Deutsche Übersetzung Die Blutgruppen des Menschen, Thieme 1958